# Банса, Коси
Тогбе Нгорифия Сефас Коси Банса (англ. Togbe Ngoryifia Céphas Kosi Bansah; род. 22 апреля 1948, Гана) —  ганский общественный деятель, наделённый почётным символическим титулом Нгорифия в 1987 году. 

## Биография
Сефас Коси Банса родился 22 апреля 1948 года в Гане. В тот период страна являлась британским колониальным владением и носила название Золотой Берег. 
По окончании технической школы в Того в 1970 году Банса был направлен в Германию в рамках программы студенческого обмена. Позже прошел стажировку в фирме Paul Schweitzer в Людвигсхафене и после этого получил два сертификата мастера: первый как мастер по ремонту сельхозтехники, а второй —  как автомеханик. Окончив учёбу и получив гражданство Германии, Банса открыл собственную ремонтную мастерскую в Людвигсхафене (федеральная земля Рейнланд-Пфальц), работая автомехаником.
В свободное время активно занимался боксом и в 1975 году стал чемпионом округа в наилегчайшем весе.
«У меня было две причины, по которым я хотел приехать в Германию: во–первых, мой интерес к продолжению карьеры, чтобы использовать и закрепить опыт, полученный во время моего ученичества, и, во-вторых, чтобы получить представление о «типичных» немецких взглядах —  несгибаемом чувстве долга, дисциплине, усердии и честолюбии» —  цитата из интервью Бансы журналистам.
В 1987 году Банса был удостоен старейшинами племени эве почётного титула Нгорифия традиционной области Гби, расположенной в административном округе Хохоэ в Гане. Получив титул, Банса начал проводить политику, направленную на улучшение благосостояния своего народа: он возводит школы, мосты, больницы, колодцы, а также жертвует водяные насосы и автомобили. Большую часть своих полномочий король осуществляет в онлайн-формате из своей квартиры в Германии с помощью приложений WhatsApp и Skype, однако обязательно посещает Гану шесть раз в год.

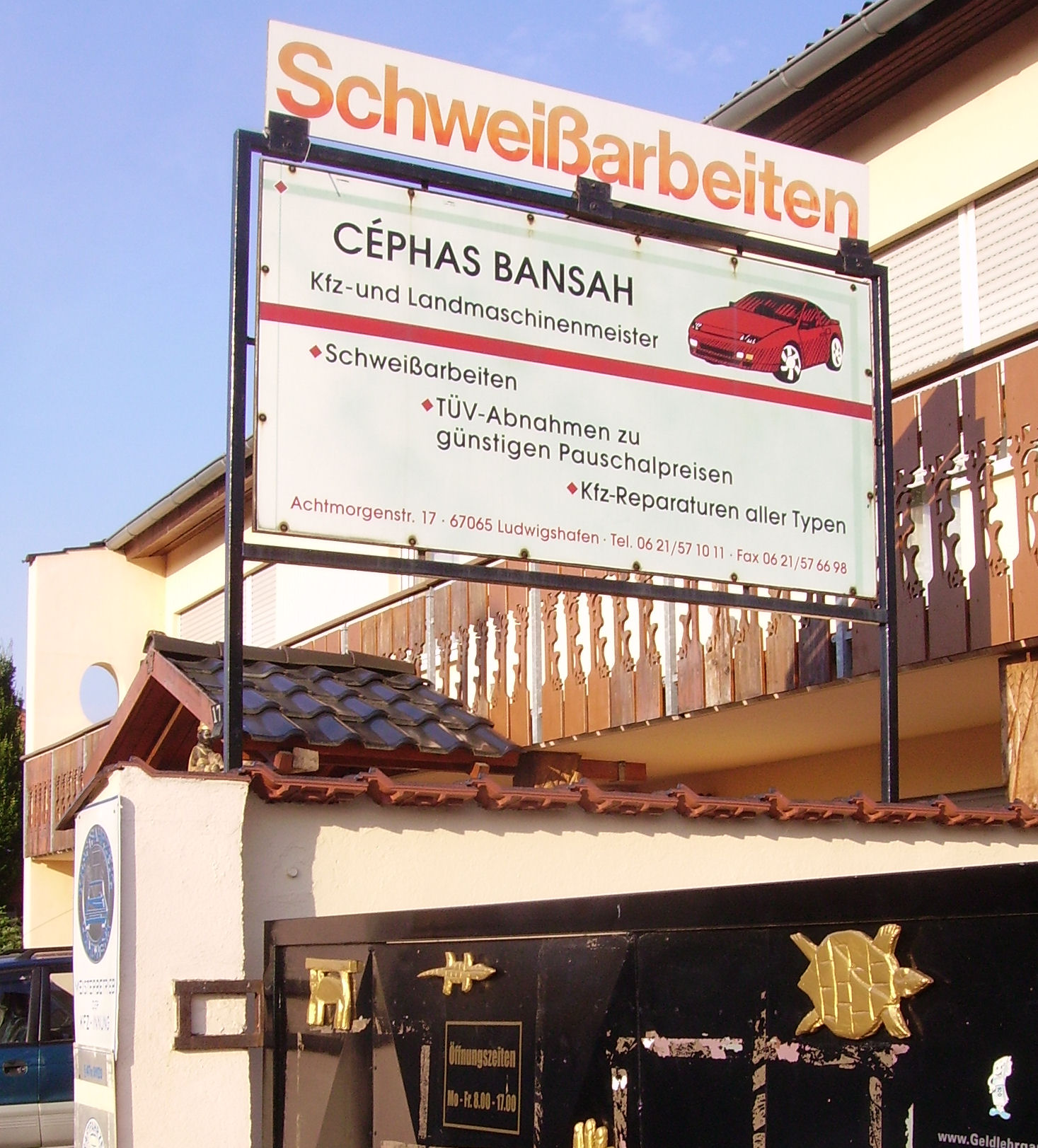
Автомастерская, где Банса работает автомехаником

Кроме ежедневной работы в собственном автосервисе в Людвигсхафене, Банса выпускает пиво под брендом «Акосомбо», однако сам не употребляет алкоголь. Помимо этого, король известен как певец, лично спродюсировав и издав шесть дисков с песнями собственного сочинения и приняв участие в ряде шоу талантов на немецком телевидении. Все доходы с подобных мероприятий направляются на благотворительность в пользу народа эве. Писатель Хорст О. Херманни написал биографию Бансы под названием «Majestät im Blauen Anton» («Его величество в синем комбинезоне»).
В 2014 году Банса принял участие в четвертом чемпионате мира по легкой атлетике среди мужчин в городе Бюлерталь.

## Личная жизнь
В 2000 году Банса женился на немке Габриэль. В этом браке родилось трое детей: Майкл Квеку, Карло Коку и Катарина Акосуа. Нередко Габриэль сопровождает мужа во время его поездок в Гану.

## Происшествия

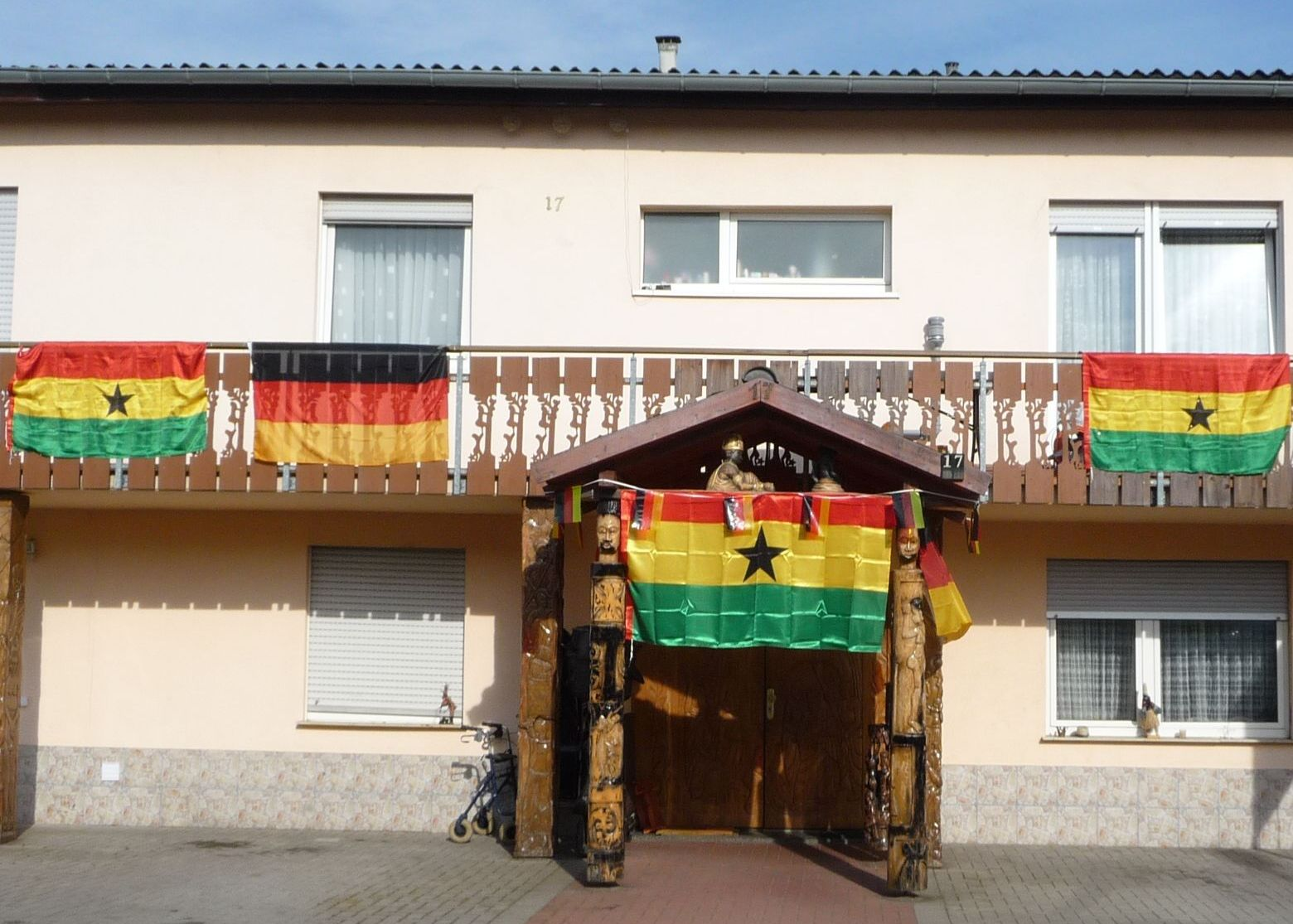
Дом короля в Людвигсхафене. Над входом и на балконе расположены флаги Ганы и Германии

В 2014 году дом Бансы в Людвигсхафене был ограблен, когда тот находился на работе в автосервисе. Воры похитили четыре золотые королевские короны, общая сумма ущерба составила приблизительно 20 тысяч евро.